# Brickell Flatiron
Le Brickell Flatiron est un gratte-ciel résidentiel situé à Miami aux États-Unis. Il s'élève à 224 mètres. Son achèvement a eu lieu en 2019. 
En 2023 c'est l'un des dix plus haut gratte-ciel de l'agglomération de Miami